# Профессия
Профе́ссия (лат. professio; от profiteor — «объявляю своим делом») — род трудовой деятельности человека, обычно его источник существования — это труд, за который человек получает доход.
Профессия требует владения теоретическими знаниями и практическими навыками, приобретаемыми в ходе специальной подготовки или получения специального образования.

## История
Как таковых профессий в доисторические времена (до начала создания оседлых поселений) не было. Люди занимались то охотой, то собирательством, и кочевали с места на место. Материально-технические условия для развития разделения труда отсутствовали.
Первые профессии начали появляться ещё в доцивилизационную эпоху, когда человек начал создавать оседлые поселения, заниматься сельским хозяйством, овладел гончарным и кузнечным делом. Один и тот же человек ввиду ограниченности своих сил не мог одновременно лепить горшки, выковывать металлические инструменты и заниматься выращиванием пищи, поэтому начал развиваться товарный обмен.
Новый виток развития профессионального деления людей возник с появлением централизованного государства. Правителям требовались воины для охраны своих владений и управляющие для управления ими. Так начали формироваться военные и управленческие профессии. Человечество окончательно встало на путь профессионального разделения труда.
С началом индустриализации появилось множество новых профессий, связанных с разработкой и обслуживанием машин: инженеры, рабочие на заводах, машинисты и тому подобное. Из-за возросших потребностей цивилизации в новых видах и больших количествах ресурсов также расширились списки добывающих профессий: появились шахтёры, нефтяники и другие. 
С развитием автоматизации потребность в тяжёлом ручном труде начала падать. Если раньше рабочие работали по 14—16 часов в сутки лишь для того, чтобы прокормить семью, то теперь они могут работать по 9 часов, а в самых развитых странах люди могут работать 3—4 дня в неделю или вообще жить на пособие. У людей появилось больше свободного времени, которое они начали тратить на потребление информации, поэтому в ответ на спрос появилось предложение — начали развиваться средства массовой информации: телевидение, радио, а в конце XX века — и интернет. Также, несмотря на автоматизацию, по-прежнему осталась необходимость в людях, которые будут создавать новые средства автоматизированного производства: учёных и инженерах. А массовая компьютеризация потребовала больших количеств людей, способных обслуживать компьютеры и создавать и поддерживать их программное обеспечение. Так возник целый пласт профессий информационных работников, то есть работников, чья деятельность связана с переработкой и производством информации: программистов, учёных, инженеров и тому подобное; благодаря СМИ и издательскому делу получили сильное развитие творческие профессии: актёры, музыканты, художники, писатели и др. Таким образом, большое значение в профессиональном развитии теперь имеют не механические навыки, как в предыдущую, индустриальную, эпоху, а знания и творческое мышление.